# Principio de nirvana (psicoanálisis)
El Principio de nirvana es un concepto que alude en psicoanálisis a los esfuerzos de la psique tendientes a eliminar, suprimir o reducir a un mínimo posible la tensión de la excitación, sea esta motivada desde estímulos externos o responda a mociones internas. El concepto fue propuesto originalmente por la psicoanalista inglesa Barbara Low y recogido, casi sin modificaciones, por Sigmund Freud en el contexto de las nuevas definiciones de su segunda tópica.

## Desarrollo del concepto
El «nirvana» es un concepto central del budismo (y en un sentido menos estricto, del hinduismo, del jainismo y de otras religiones de la India, así como también de corrientes de la filosofía oriental). Aunque hay más que meros matices de diferencia en la manera de comprender este concepto por las distintas religiones y escuelas, en general señala un estado en el que se detiene toda actividad mental, con lo que a su vez se alcanzaría una liberación espiritual completa.  La palabra significa «apagar» o «extinguir». Su difusión en occidente se debe principalmente a Arthur Schopenhauer (1788-1860).
Su extensión hacia el psicoanálisis como un principio de funcionamiento psíquico fue inicialmente propuesta por la psicoanalista inglesa Barbara Low (1877-1955), cuya definición es casi idéntica al enunciado del principio de nirvana que Freud plantea en su obra Más allá del principio de placer como «una tendencia a la reducción, a la constancia, a la supresión de la tensión de excitación interna». Por cierto, la propia definición instala cierta ambigüedad entre este principio (que focaliza en la reducción a cero de la tensión) y el principio de constancia, que enfatizaría en la tendencia al mantenimiento de un cierto nivel, a mantener constante un cierto nivel u homeostasis.
Según Laplanche, con este concepto Freud se adentra en un plano filosófico especulativo, estableciendo una analogía y puntos de correspondencia entre el concepto de nirvana oriental (del budismo) y la pulsión de muerte. La contradicción, se puede ver reflejada en las definiciones de su obra El problema económico del masoquismo: «El principio de nirvana expresa la tendencia de la pulsión de muerte», la tendencia radical a llevar toda excitación y todo deseo al nivel cero, diferenciándolo así del principio de constancia.
Finalmente, el principio de nirvana supone una relación estrecha entre placer y aniquilación. Esta relación, que al propio Freud le pareció siempre problemática, ha marcado también diferencias importantes entre las distintas escuelas psicoanalíticas.